# Mestwin I di Pomerania
Mestwin I di Pomerania (polacco: Mściwój I gdański o Mszczuj I) (1160 circa – 1/2 maggio 1219 o 1220) è stato un nobile polacco.

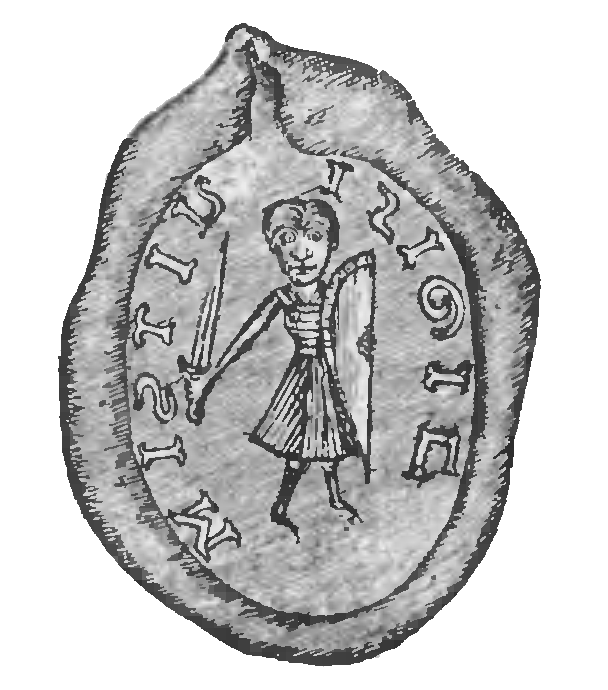
Sigillo di Mestvinus dux Pomeraniae

Fu reggente (un "namiestnik" o starosta) di Pomerelia (si definì princeps Pomoranorum) dal 1205 circa fino alla sua morte.
Mestwin era un membro della dinastia Samboride, figlio del duca Sobiesław di Danzica e fratello minore di Sambor I, al quale successe in Pomerelia. Nelle tavole dell'abbazia di Oliwa, vicino a Danzica, è registrato come pacificus ("il pacifico").
Come Mestwin I, dei gracia princeps in Gdanzk, aveva fondato un convento di suore (probabilmente l'abbazia premonstratense di Żukowo), la castellania di Białogarda al confine con le terre pomerane di Schlawe e Stolp sul fiume Łeba, e diversi villaggi tra i fiumi Radunia e Słupia. Dopo che il re Valdemar II di Danimarca aveva conquistato la costa meridionale del Mar Baltico con Danzica durante una crociata contro gli antichi prussiani, il duca Mestwin nel 1210 dovette accettare la signoria danese, ma riuscì a liberarsi di nuovo l'anno successivo.
Si sposò con Swinisława (morta nel 1240), forse figlia del granduca polacco Mieszko III il Vecchio, precedentemente indicata come figlia del duca Ratibor I di Pomerania. Ebbero otto figli:
- Mirosława, sposò Boghislao II, duca di Pomerania
- Świętopełk II, duca di Pomerania, succedette a suo padre come duca di Pomerelia, dal 1227 di Pomerelia-Danzica
- (dubbio) Jadwiga (Edvige), sposò il duca Ladislao Odonic della Grande Polonia
- Witosława, priora dell'abbazia di Żukowo
- Warcisław, duca di Świecie dal 1227
- Sambor II, duca di Lubiszewo dal 1233
- Ratibor, duca di Białogard dal 1233
- Milosława, monaca dell'Abbazia di Żukowo